# Лопес, Эстанислао
Эстанислао Лопес (исп. Estanislao López; 22 ноября 1786, Санта-Фе, Вице-королевство Рио-де-ла-Плата  — 15 июня 1838, там же, Аргентинская конфедерация) — аргентинский военный, политический и государственный деятель. Бригадный генерал. Каудильо. Губернатор провинции Санта-Фе (1818—1838). Активный участник Гражданской войны в Аргентине. Один из руководителей борьбы за независимость Аргентины.

## Биография
Родился внебрачным ребёнком офицера Хуана Мануэля Ролдана Авила, поэтому получил фамилию от своей матери.
В 15-летнем возрасте вступил в воинскую часть отца и воевал против индейцев. Участвовал в военной экспедиции Мануэля Белграно в Парагвай во время войны за независимость Аргентины. В столице Парагвая Асунсьоне был захвачен и доставлен в Монтевидео, последнем оплоте испанских властей, но ему удалось бежать и воссоединиться с армией борцов за независимость Аргентины.

В 1816 году возглавил восстание своих сторонников против властей провинции Буэнос-Айрес, где армия Буэнос-Айреса под командованием генерала Хуана Хосе Вьямонте была вынуждена сдаться.
После окончания Войны за независимость продолжил борьбу против федералистов, но снова попал в плен. Хосе Хервасио Артигас убедил его присоединиться к федералистам. В 1818 году его влияние было настолько велико, что он сместил губернатора провинции Санта-Фе и сам занял эту должность, отделив провинцию от контроля Буэнос-Айреса. Оставался губернатором до своей смерти в 1838 году.
"Я никогда не откажусь от своих принципов; я буду одним из первых, кто призовёт к формированию национального органа власти, который, наконец, даст стране национальную организацию, которой так требуют её истинные интересы, и это, безусловно, является голосом всех дети нашей земли … ". Этими словами Эстанислао Лопес выразил в 1832 году своё решение безотлагательно содействовать конституционному устройству страны на федеральной основе.

## Память
- Именем генерала назван многоцелевой Стадион имени Эстанислао Лопеса в Санта-Фе, Аргентина.
- Почта Аргентины выпустила юбилейную марку с изображением Э. Лопеса[1]